# Didier Flament
Didier Flament (* 4. ledna 1951 Tourcoing, Francie) je bývalý francouzský sportovní šermíř, který se specializoval na šerm fleretem.
Francii reprezentoval v sedmdesátých a osmdesátých letech. Na olympijských hrách startoval v roce 1976 a 1980 v soutěži jednotlivců a družstev. V roce 1978 získal titul mistra světa v soutěži jednotlivců. S francouzským družstvem fleretistů vybojoval na olympijských hrách 1980 zlatou olympijskou medaili a na olympijských hrách 1976 bronzovou olympijskou medaili a v roce 1978 a 1982 vybojoval s družstvem druhé místo na mistrovství světa.